# Aurelio Misiti
Aurelio Salvatore Misiti (Melicucco, 3 gennaio 1935) è un politico italiano.

## Biografia
Laurea in ingegneria, docente universitario e professore ordinario.
Ha iniziato la sua carriera politica negli anni sessanta militando nelle file del PCI, ricoprendo la carica di Sindaco di Melicucco dal 1968 al 1971. Nel 1969 diviene segretario nazionale della CGIL Scuola-Università, carica che lascerà nel 1977. L'anno seguente viene nominato Segretario Confederale della CGIL Lazio, da cui si dimetterà nel 1981, è nominato Presidente dell'ACEA dal 1983 al 1987.
Nella vicenda giudiziaria della strage di Ustica, è stato membro del collegio peritale che, tra il 1990 e il 1994, ha sostenuto l'ipotesi dell'esplosione di una bomba all'interno della toilette dell'aereo.
Nel 1995 viene nominato da Lamberto Dini alla Presidenza del Consiglio Superiore dei Lavori Pubblici, carica che manterrà fino al 2003 con una parentesi di 15 mesi tra il 2000 e il 2001. Successivamente viene nominato Commissario Straordinario per le Grandi Opere del Sud.
È stato assessore (tecnico) regionale ai Lavori Pubblici in Calabria nella Giunta di centrodestra guidata da Giuseppe Chiaravalloti. Successivamente ha aderito a Italia dei Valori ed è stato eletto deputato alle elezioni politiche del 2006 e riconfermato per un secondo mandato nel 2008.
Il 12 maggio 2010 ha annunciato il suo passaggio al Movimento per le Autonomie venendo nominato portavoce nazionale del partito.
Il 3 febbraio 2011 la Camera dei Deputati viene chiamata ad esprimersi sulla concessione dell'autorizzazione di perquisizione negli uffici del ragioniere Spinelli, fiduciario del premier Silvio Berlusconi richiesto dalla Procura di Milano. Misiti decide di votare contro tale autorizzazione in dissenso con il suo gruppo parlamentare. La decisione, supportata da una dichiarazione di Misiti in cui affermava di entrare in maggioranza a patto che ricevesse un ministero o un sottosegretariato provocano una dura reazione del suo leader Raffaele Lombardo adirato per il suo "cambio-casacca". Dopo il voto Misiti lascia l'MpA e passa al Gruppo misto non iscritto ad alcuna componente per poi fondare insieme a Francesco Nucara e Mario Pepe la componente del Partito Repubblicano Italiano nel Gruppo misto.
Il 5 maggio 2011 viene nominato sottosegretario di Stato al Ministero delle Infrastrutture e dei Trasporti del Governo Berlusconi IV. Il 14 ottobre 2011, poche ore dopo aver votato si alla fiducia il Consiglio dei Ministri lo nomina Viceministro con delega alle Infrastrutture del Ministero delle Infrastrutture e dei Trasporti.
Il 27 ottobre 2011, come rappresentante del governo di Berlusconi, vota a favore della mozione che impegna il governo «alla soppressione dei finanziamenti per la realizzazione del ponte sullo Stretto di Messina».
Il 18 gennaio 2012 alla Camera nasce la componente “Grande Sud-Ppa” che raccoglie tutti i deputati vicini a Forza del Sud finora iscritti al Gruppo misto, non iscritto a nessuna componente. Vi aderiscono 9 deputati: Gianfranco Micciché, Pippo Fallica, Maurizio Iapicca, Ugo Grimaldi, Giacomo Terranova, Marco Pugliese, Francesco Stagno d'Alcontres, Gerardo Soglia. Aderisce alla componente anche Misiti, che abbandona la componente dei Repubblicani-Azionisti per diventare capogruppo della nuova componente e vicepresidente del Gruppo misto.
Conclude il proprio mandato parlamentare nel 2013.